# Turpin Hills
Turpin Hills és una concentració de població designada pel cens dels Estats Units a l'estat d'Ohio. Segons el cens del 2000 tenia 4.960 habitants.

## Demografia
Segons el cens del 2000, Turpin Hills tenia 4.960 habitants, 1.741 habitatges, i 1.448 famílies. La densitat de població era de 644,8 habitants/km².
Dels 1.741 habitatges en un 42,7% hi vivien nens de menys de 18 anys, en un 75% hi vivien parelles casades, en un 6,1% dones solteres, i en un 16,8% no eren unitats familiars. En el 13,6% dels habitatges hi vivien persones soles el 4% de les quals corresponia a persones de 65 anys o més que vivien soles. El nombre mitjà de persones vivint en cada habitatge era de 2,85 i el nombre mitjà de persones que vivien en cada família era de 3,16.
Per edats la població es repartia de la següent manera: un 30,6% tenia menys de 18 anys, un 5,3% entre 18 i 24, un 26% entre 25 i 44, un 29,2% de 45 a 60 i un 9% 65 anys o més.
L'edat mediana era de 39 anys. Per cada 100 dones de 18 o més anys hi havia 93,1 homes.
La renda mediana per habitatge era de 84.354 $ i la renda mediana per família de 93.471 $. Els homes tenien una renda mediana de 63.077 $ mentre que les dones 36.795 $. La renda per capita de la població era de 39.094 $. Aproximadament el 0,4% de les famílies i l'1% de la població estaven per davall del llindar de pobresa.

## Poblacions més properes
El següent diagrama mostra les poblacions més properes.